# Подовое (Запорожская область)
Подовое (укр. Подове) — село,
Новоднепровский сельский совет,
Каменско-Днепровский район,
Запорожская область,
Украина.
Код КОАТУУ — 2322486803. Население по переписи 2001 года составляло 276 человек.

## Географическое положение
Село Подовое находится на расстоянии в 1 км от села Новоднепровка и в 2,5 км от села Нововодяное.
Рядом проходит автомобильная дорога Р-37.

## История
- 1920 год — дата основания.